# さつログ
さつログ（SATSU-LOG）は、北海道放送（HBCテレビ）で2016年10月から2019年6月まで放送されていた深夜の情報番組、トーク番組。前身番組の「もくよう☆アプリ」との比較も同項で一部紹介する。

## 概要
前番組『もくよう☆アプリ』の出演者や一部内容を一新して開始。
映画情報を中心とした前番組以上に、映画情報の他ファッションアイテムやイベント等多岐にわたるジャンルの最新流行情報を網羅する。
開始から2018年3月までは金曜日未明（木曜日深夜）の放送だったが、2018年4月から土曜日未明（金曜日深夜）に移動した。その後2019年7月から毎日放送制作の全国ネットアニメ枠『スーパーアニメイズム』が開始されることに伴い、同年6月29日未明（28日深夜）をもって放送終了。深夜の情報番組路線は『いまなにしてる?』（司会：東李苑）を後番組として金曜0:55 - 1:25（木曜深夜）に再移動する。

### 放送時間の変遷
| 期間       | 期間       | 放送時間（日本時間）          |
| ---------- | ---------- | ----------------------------- |
| 2016.10.07 | 2017.04.07 | 金曜日1:27 - 1:57（木曜深夜） |
| 2017.04.14 | 2018.03.30 | 金曜日0:56 - 1:27（木曜深夜） |
| 2018.04.07 | 2019.06.29 | 土曜日1:25 - 1:55（金曜深夜） |

## 出演者
- 大森俊治（ロミオマシーン）
- 綾野ましろ[1]
- 森田絹子（北海道放送アナウンサー）

### 過去の出演者
- 金城茉里奈（北海道放送アナウンサー）
- 世永聖奈（北海道放送アナウンサー）

## 主なコーナー
オープニング
- 3人が軽いトークを行った後、「さつログ！」のタイトルコールで出演者3人が紹介されるオープニングタイトルが流れる。オープニング曲はラモーンズの「リメンバー・ロックンロール・レイディオ?」。

ジョシナビ
- 女性リポーターが最新グッズや気になる店などを紹介するコーナー。主なリポーターは合田文[2]、柳沢京香[3]（共に元ファイターズガールメンバー）など。

外ロケ企画
- 主に月1回放送。出演者3人が釣り堀やラウンドワンでのゲーム対決など、あらゆることにチャレンジする企画。

## 関連番組
- ユメイロ。（前々身番組の大元）
- 今日ドキッ!（歴代担当アナウンサーの金城・世永・森田がレギュラー出演）
- ジョシスタあいく的（札幌テレビ放送）
- 映女と音女と福男[4]（北海道文化放送）